# Мартінсбург (Пенсільванія)
Мартінсбург (англ. Martinsburg) — місто (англ. borough) в США, в окрузі Блер штату Пенсільванія. Населення — 1876 осіб (2020).

## Географія
Мартінсбург розташований за координатами 40°18′39″ пн. ш. 78°19′27″ зх. д. / 40.31083° пн. ш. 78.32417° зх. д. (40.310891, -78.324139).  За даними Бюро перепису населення США в 2010 році місто мало площу 1,64 км², уся площа — суходіл.

## Демографія
Згідно з переписом 2010 року, у селищі мешкало 1958 осіб у 842 домогосподарствах у складі 508 родин. Густота населення становила 1195 осіб/км².  Було 899 помешкань (549/км²).
Расовий склад населення:
| - 98,6 % — білих - 0,6 % — чорних або афроамериканців - 0,1 % — вихідців з тихоокеанських островів - 0,1 % — корінних американців - 0,1 % — азіатів |

До двох чи більше рас належало 0,5 %. Частка іспаномовних становила 0,7 % від усіх жителів.
За віковим діапазоном населення розподілялося таким чином: 18,2 % — особи молодші 18 років, 51,7 % — особи у віці 18—64 років, 30,1 % — особи у віці 65 років та старші. Медіана віку мешканця становила 48,6 року. На 100 осіб жіночої статі у селищі припадало 86,5 чоловіків;  на 100 жінок у віці від 18 років та старших — 80,2 чоловіків також старших 18 років.
Середній дохід на одне домашнє господарство  становив 50 244 долари США (медіана — 41 781), а середній дохід на одну сім'ю — 60 785 доларів (медіана — 50 000). Медіана доходів становила 40 294 долари для чоловіків та 35 875 доларів для жінок. За межею бідності перебувало 5,2 % осіб, у тому числі 1,3 % дітей у віці до 18 років та 10,2 % осіб у віці 65 років та старших.
Цивільне працевлаштоване населення становило 794 особи. Основні галузі зайнятості: освіта, охорона здоров'я та соціальна допомога — 20,3 %, виробництво — 16,9 %, роздрібна торгівля — 14,4 %.